# Arinze Ifeakandu
Arinze Ifeakandu est un écrivain nigérien.

## Biographie

### Enfance et formation
Il est né à Kano.
Il a suivi des études à l'Université du Nigeria et à Iowa Writers' Workshop.

### Carrière
En 2022, il publie God’s Children Are Little Broken Things.